# Bahnhof Dortmund-Kruckel

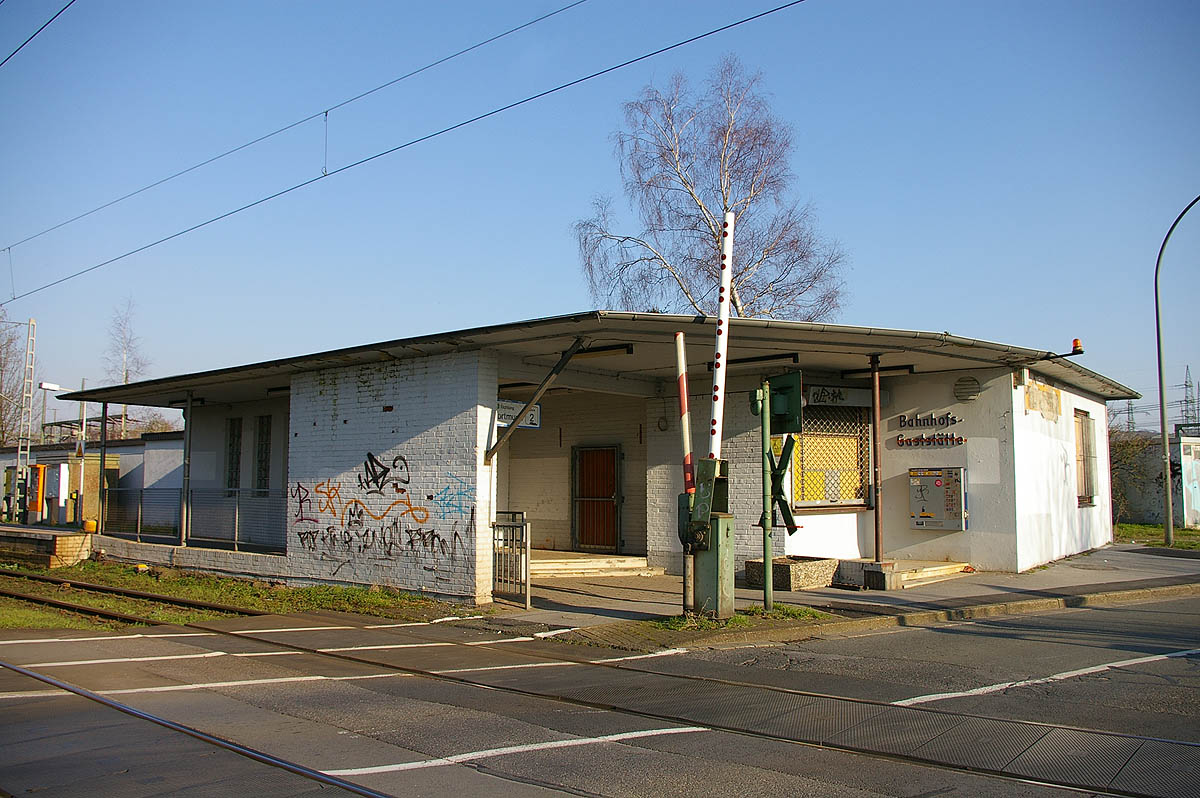
Der Nachkriegsbahnhof Kruckel

Der Haltepunkt Dortmund-Kruckel liegt an der Grenze zwischen den Ortschaften Kruckel und Persebeck.

## Geschichte
Er wurde 1897 als Kruckel von den Preußischen Staatseisenbahnen eröffnet und diente ursprünglich als Verladebahnhof für die Zeche Vereinigte Wiendahlsbank. Ab 1905 hielten hier auch Personenzüge. 1949 wurde der Bahnhof in Dortmund-Kruckel umbenannt.
Heute hält hier die von der DB Regio betriebene Linie S5 der S-Bahn Rhein-Ruhr im Halbstundentakt. Der Haltepunkt besteht aus zwei Gleisen, die über Seitenbahnsteige begehbar sind. Ein Kunstbauwerk zwischen den Bahnsteigen existiert nicht, da die Gleise durch den benachbarten Bahnübergang Kruckeler Straße überquert werden können (s. Bild). Im Rahmen der Umstellung der alten Regionallinie N33 auf die heutige S5 wurden die Bahnsteige auf 76 Zentimeter erhöht. Es handelt sich um einen Durchgangsbahnhof, der an der 1848 von der Bergisch-Märkischen Eisenbahn-Gesellschaft eröffneten Bahnstrecke Elberfeld–Dortmund liegt. Aus betrieblicher Sicht ist es heute ein Haltepunkt.
| Linie | Verlauf | Takt                                           | Betreiber |
| ----- | --- | ---------------------------------------------- | --------- |
| S 5   | Dortmund Hbf – Dortmund-Barop – Dortmund-Kruckel – Witten-Annen Nord – Witten Hbf – Wetter (Ruhr) – Hagen-Vorhalle – Hagen Hbf Stand: Fahrplanwechsel Dezember 2023 | 30 min (Dortmund–Witten) 60 min (Witten–Hagen) | DB Regio  |

## Verkehrliche Bedeutung
Der Haltepunkt erschließt insbesondere die Dortmunder Stadtteile Kruckel, Persebeck sowie teilweise die Wittener Stadtteile Rüdinghausen und Auf dem Schnee. Aufgrund des Rundverkehrs der Buslinie 448 der DSW21 gibt es nur einen rudimentären Zubringerverkehr für den abseits gelegenen Bahnhof. 
Nachdem die Gaststätte im ehemaligen Abfertigungsgebäude nach 35 Jahren von der Inhaberin aus Altersgründen aufgegeben worden war, stand das Gebäude zusammen mit dem auf der anderen Seite der Bahnlinie gelegenen Park&Ride-Parkplatz zum Verkauf. Das ehemalige Gaststättengebäude wurde abgerissen.
Bis 1988 gab es auf der Strecke auch regelmäßig Fernzüge. Im Rahmen der Eröffnung der S-Bahnlinien 1 und 2 hätten die Fernzüge diese S-Bahnlinien im Dortmunder Hauptbahnhof regelmäßig höhengleich kreuzen müssen. Um das zu verhindern, hat die Deutsche Bundesbahn eine kurze Neubaustrecke zwischen Dortmund-Dorstfeld und Bochum-Langendreer gebaut. Das Verkehrsaufkommen in Dortmund-Kruckel ist seitdem signifikant gesunken. Heute verkehren Fernzüge und der Wupper-Express nur noch über Dortmund-Kruckel, wenn es zu einer Streckensperrung kommt und die Züge umgeleitet werden müssen. Lange Zeit gab es auch Güterverkehr im Bahnhof Dortmund-Kruckel, insbesondere wegen der Gleisanschlüsse der benachbarten Firmen. Viele Züge des Einzelwagenverkehrs kamen vom Dortmunder Hafen oder auch vom Rangierbahnhof Hagen-Vorhalle über Dortmund-Kruckel, um Firmen in Witten und Hagen zu bedienen.

## Ausblick
In den 1970er Jahren war eine Verlegung des Haltepunkts Dortmund-Kruckel an die Menglinghauser Straße in die Mitte des Siedlungsgebietes Rüdinghausen, Kruckel und Persebeck geplant. Auf Intervention eines großen Einzelhändlers wurde von Wittener Seite in den 1990er Jahren eine Verlegung an den Standort dessen Möbelhauses ins Auge gefasst. Dagegen sprach sich der Stadtbezirk Hombruch im November 2006 für eine Beibehaltung des Standorts aus und unterstrich dies auch in direkten Verhandlungen mit der Deutschen Bahn.
Weil nach dem Amtsantritt des damaligen Verkehrsministers Oliver Wittke (CDU) zunächst sämtliche Zielvereinbarungen aufgekündigt wurden, ist momentan davon auszugehen, dass sich an der Lage des Haltepunktes nichts ändern wird. Pläne, die S5 zu ertüchtigen und somit auch in Dortmund-Kruckel einen durchgehenden Zwanzigminutentakt zu realisieren, wurden durch die Integrierte Gesamtverkehrsplanung des Landes Nordrhein-Westfalen abgelehnt, eine Wiedervorlage war ab 2015 möglich gewesen.